# ストロッピアーナ
ストロッピアーナ（イタリア語: Stroppiana）は、イタリア共和国ピエモンテ州ヴェルチェッリ県にある、人口約1,200人の基礎自治体（コムーネ）。

## 地理

### 位置・広がり
ヴェルチェッリ県南東部に位置するコムーネで、県都ヴェルチェッリから南南東へ10km、ポー川河畔のカザーレ・モンフェッラートから北北西へ15km、アレッサンドリアから北北西へ38km、州都トリノから東北東へ63kmの距離にある。
| 隣接するコムーネは以下の通り。ALはアレッサンドリア県所属。 - ペッツァーナ- 北東 - カレザーナ - 東 - ヴィッラノーヴァ・モンフェッラート (AL) - 南 - リーヴェ - 南西 - ペルテンゴ - 西 - アジリアーノ・ヴェルチェッレーゼ - 北西 |

## 交通

### 道路
高速道路（アウトストラーダ）
- アウトストラーダ A26
- A4/A26 ストロッピアーナ - サンティア支線